# 외국어의 한글 표기
외국어의 한글 표기에는 다양한 방법이 있다.

## 같이 보기
- 일본어의 한글 표기
- 중국어의 한글 표기
- 외래어 표기법
- 음역어
- 나라 이름의 한자 표기 목록